# AlphaGo
AlphaGo je kompjuterski program za igranje društvene igre Go. Razvila ga je kompanija DeepMind Technologies sa sedištem u Londonu, kupljena podružnica Gugla. Naredne verzije programa AlphaGo postale su sve moćnije, uključujući verziju koja se takmičila pod imenom Master. Nakon povlačenja iz takmičarske igre, AlphaGo Master je nasledila još moćnija verzija poznata kao AlphaGo Zero, koja je bila potpuno samouka bez učenja od ljudskih igara. AlphaGo Zero je zatim generalizovan u program poznat kao AlphaZero, koji je igrao dodatne igre, uključujući šah i šogi. AlphaZero je potom nasledio program poznat kao MuZero koji uči bez podučavanja u pogledu pravila.
AlphaGo i njegovi naslednici koriste Monte Karlo algoritam za pretragu stabla da pronađu svoje poteze na osnovu znanja prethodno stečenog mašinskim učenjem, posebno veštačkom neuronskom mrežom (metoda dubokog učenja) kroz opsežnu obuku, kako iz ljudske tako i kompjuterske igre. Neuronska mreža je obučena da identifikuje najbolje poteze i pobedničke procente ovih poteza. Ova neuronska mreža poboljšava snagu pretrage stabla, što rezultira jačim odabirom poteza u sledećoj iteraciji.
U oktobru 2015, u meču protiv Fan Huija, originalni AlphaGo je postao prvi kompjuterski Go program koji je pobedio čoveka profesionalnog Go igrača bez hendikepa na tabli 19×19 pune veličine. U martu 2016. pobedio je Li Sedola u meču od pet igara, što je prvi put da je kompjuterski Go program pobedio profesionalca od 9 dana bez hendikepa. Iako je izgubio od Li Sedola u četvrtoj igri, Li je priznao poraz u finalnoj igri, dajući konačan rezultat od 4 igre prema 1 u korist programa AlphaGo. Kao priznanje za pobedu, AlphaGo je dobio počasni 9-dan od strane Korea Baduk asocijacije. Uvod i izazov meča sa Lijem Sedolom dokumentovani su u dokumentarnom filmu takođe pod nazivom AlphaGo, u režiji Grega Koha. Pobedu programa AlphaGo odabrao je časopis Science kao jedan od proboja godine 22. decembra 2016. godine.
Na Budućnost Goa samitu 2017, Master verzija programa AlphaGo je pobedila Ke Đea, tada prvoplasiranog igrača na svetu, u meču od tri igre, nakon čega je AlphaGo dobio profesionalni 9-dan od strane Kineske Veiči asocijacije.
Posle meča između AlphaGo i Ke Đea, DeepMind je penzionisao AlphaGo, dok je nastavio istraživanje veštačke inteligencije u drugim oblastima. Samouki AlphaGo Zero je ostvario pobedu od 100–0 protiv rane takmičarske verzije programa AlphaGo, a njegov naslednik AlphaZero je do kraja 2010-ih smatran za najboljeg igrača na svetu u Gou.

## Spoljašnje veze
- Mediji vezani za članak AlphaGo na Vikimedijinoj ostavi
- Zvanični veb-sajt
- AlphaGo wiki at Sensei's Library, including links to AlphaGo games
- AlphaGo page, with archive and games
- Estimated 2017 rating of Alpha Go
- AlphaGo - The Movie na sajtu